# 1-Fenil-1-butanol
1-Fenil-1-butanol, também chamado de 1-fenilbutan-1-ol, álcool 1-fenilbutílico, álcool a-propilbenzílico, α-propilbenzenometanol e álcool alfa-propilbenzílico, é o composto orgânico de fórmula molecular C10H14O, massa molecular 150,22 , classificado com o número CAS 614-14-2, número CBN CB9180248, arquivo MOL 614-14-2.mol. Apresenta ponto de fusão de 16 °C, ponto de ebulição de 170 °C a 100mmHg e densidade de 0,98.